# Mont de la Dives
Le mont de la Dives est un volcan endormi situé sur le plateau des Tourbières dans l'île Amsterdam, dans les Terres australes et antarctiques françaises. C'est le point culminant de l'île avec 881 mètres d'altitude.